# Jim Yeadon

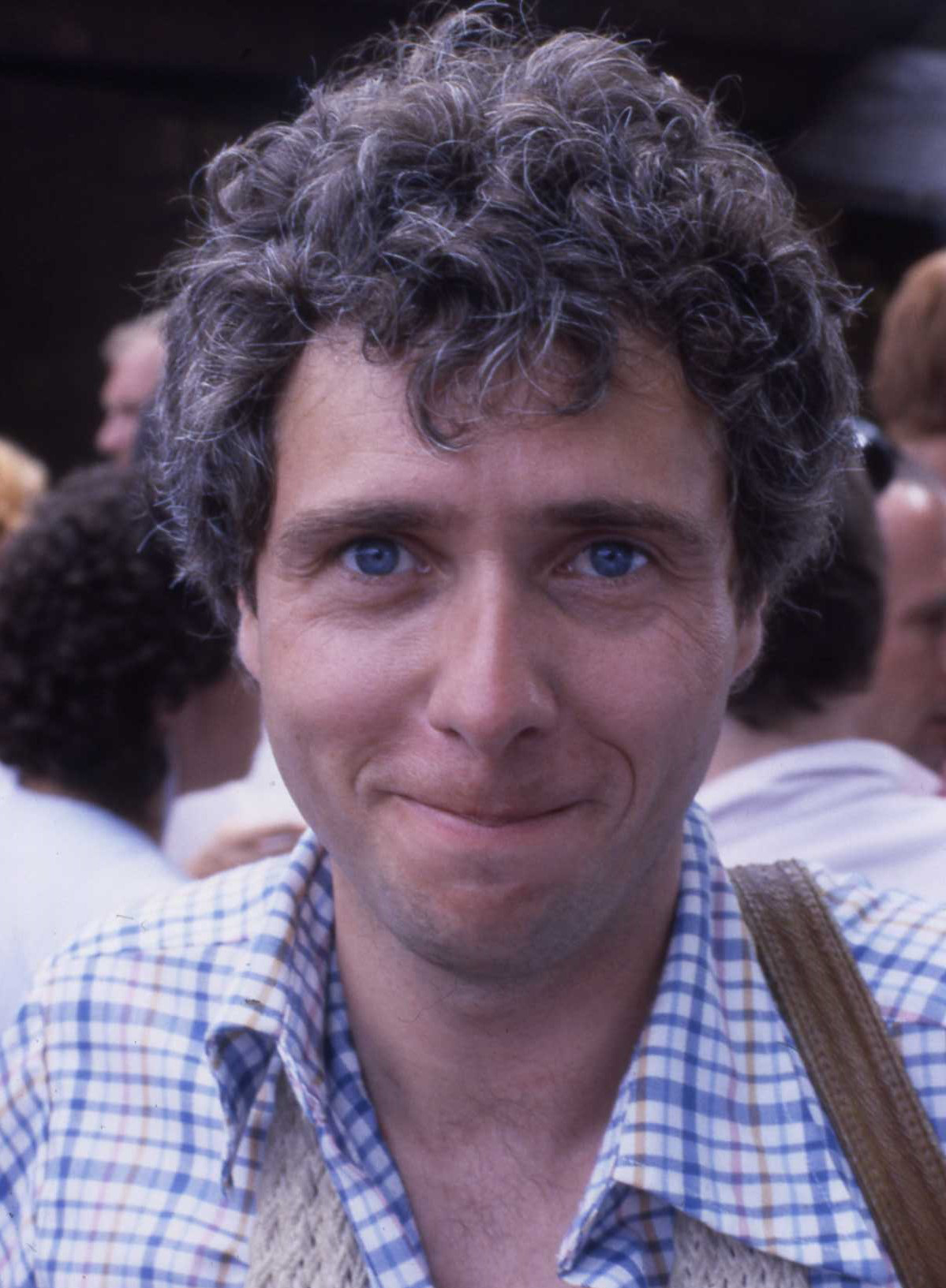
Jim Yeadon 1985

Jim Yeadon (sinh năm 1949) là một nhà hoạt động và chính khách người Mỹ từng phục vụ trong hội đồng thống nhất Madison, Wisconsin. Được bầu lần đầu vào năm 1977, Yeadon là quan chức được bầu là đồng tính nam hoặc đồng tính nữ công khai thứ sáu tại Hoa Kỳ, và là ứng cử viên nam đầu tiên công khai đồng tính vào thời điểm ông được bầu.

## Đầu đời và giáo dục
Yeadon sinh ra và lớn lên ở Ontonagon, Michigan. Cha của Yeadon là một nhà phát minh, và gia đình ông thường xuyên dọn đến nơi khác trong suốt thời thơ ấu của ông. Gia đình Yeadon chuyển đến Manitowoc, Wisconsin khi ông học lớp chín. Yeadon tốt nghiệp Trường Trung học Lincoln năm 1967. Yeadon theo học tại UW-Madison để lấy bằng đại học về Nghiên cứu người Da Đỏ và sau đó theo học tại Trường Luật Đại học Wisconsin.

## Đời tư
Vài năm đầu trong cuộc sống công cộng và hoạt động, Yeadon đã có một mối quan hệ riêng tư với David Clarenbach là thành viên của Cơ quan lập pháp Wisconsin và cũng là người ủng hộ quyền LGBT ở Wisconsin.